# Heiko Hunger
Pour les articles homonymes, voir Heiko et Hunger.
Heiko Hunger, né le 24 juin 1964 à Sebnitz, est un sauteur à ski et spécialiste du combiné nordique allemand, qui a couru sous les couleurs est-allemandes aussi.

## Biographie
Heiko Hunger est actif en combiné nordique au niveau international de 1983 à 1987. Il devient champion du monde junior en 1983 en individuel et en 1984 par équipes. En fin d'année 1984, il remporte son unique course dans la Coupe du monde de combiné nordique à Oberwiesenthal. Il finit cinquième du classement général cet hiver-là et quatrième en individuel aux Championnats du monde.
En saut à ski, aux Jeux olympiques d'hiver de 1992, sous les couleurs allemandes et pour sa dernière compétition majeure, il est notamment septième au petit tremplin et cinquième par équipes. Il a aussi remporté la médaille de bronze par équipes aux Championnats du monde 1991. Dans la Coupe du monde de saut à ski son meilleur résultat est une quatrième place obtenue à Thunder Bay en 1990.

## Palmarès

### Saut à ski

#### Jeux olympiques
| Épreuve / Édition | Albertville 1992 |
| Petit tremplin    | 7e               |
| Grand tremplin    | 59e              |
| Par équipes       | 5e               |

#### Championnats du monde
| Épreuve / Édition | Lahti 1989 | Val di Fiemme 1991 |
| Petit tremplin    | 30e        | 45e                |
| Grand tremplin    | 37e        |                    |
| Par équipes       |            | Bronze             |

#### Championnats du monde de vol à ski
| Épreuve / Édition | Vikersund 1990 |
| Individuel        | 43e            |

#### Coupe du monde
- Meilleur classement général : 28e en 1989.
- Meilleur résultat : 4e.

### Combiné nordique

#### Championnats du monde
| Épreuve / Édition | Rovaniemi 1984 | Seefeld 1985 |
| Individuel        |                | 4e           |
| Par équipes       | 4e             | 5e           |

#### Coupe du monde
- Meilleur classement général : 5e en 1985.
- 2 podiums individuels : 1 victoire et 1 troisième place.